# 末永博志
末永 博志（すえなが ひろし）は、日本の元スタントマン、元スーツアクター。長崎県出身。

## 人物
主に特撮作品にて活躍。
長身で、重量級のキャラクターを担当することが多い。
現在は東京都新宿区で整体師として活動している。

## 出演

### テレビドラマ
- ウルトラマンマックス（2005年）レッドキング（第5・6話）、アントラー、イフ、エラーガ、ゴモラ、ルガノーガー
- ウルトラマンメビウス（2006年 - 2007年）グドン、サドラ、ボガール、ディノゾールリバース、ディガルーグ、バキシム、ベロクロン、インペライザー、ソリチュラ、レッドキング、エンペラ星人
- ウルトラギャラクシー大怪獣バトル（2007年 - 2008年）サドラ、ドラゴリー、レッドキング
- ウルトラギャラクシー大怪獣バトル NEVER ENDING ODYSSEY（2008年 - 2009年）アントラー、バキシム、ドラコ、ドラコ（再生）、ゼットン星人（RB）の声、タイラント、レッドキング、EXレッドキング、ドラゴリー、テンペラー星人（RB）、ガンQ

### 映画
- ウルトラマンメビウス&ウルトラ兄弟（2006年）テンペラー星人、Uキラーザウルス
- 大決戦!超ウルトラ8兄弟（2008年）スーパーヒッポリト星人[4]
- 劇場版 仮面ライダーディケイド オールライダー対大ショッカー（2009年）
- 大怪獣バトル ウルトラ銀河伝説 THE MOVIE（2009年）ウルトラ戦士、怪獣・宇宙人
- SPACE BATTLESHIP ヤマト（2010年）
- ウルトラマンゼロ THE MOVIE 超決戦!ベリアル銀河帝国（2010年）カイザーベリアル
- ウルトラマンサーガ（2012年）ハイパーゼットン イマーゴ[5]

### オリジナルビデオ
- ウルトラ銀河伝説外伝 ウルトラマンゼロVSダークロプスゼロ（2010年）サロメ星人ヘロディア助手・ガナエス
- ウルトラマンゼロ外伝 キラー ザ ビートスター（2011年）